# Kobryn
Kobryn (en biélorusse : Кобрынь) ou Kobrine (en russe : Кобрин ; en polonais : Kobryń ; en yiddish : קאברין) est une ville de la voblast de Brest, en Biélorussie, et le centre administratif du raïon de Kobryn. Sa population s'élevait à 52 964 habitants en 2017.

## Géographie
Kobryn se trouve dans la partie sud-ouest de la Biélorussie, au confluent de la Moukhavets et du canal de jonction Dniepr-Bug, soit à 47 km au nord-est de Brest. Elle est desservie par la ligne de chemin de fer Brest - Homiel.

## Histoire
À l’époque préhistorique, la région était occupée par les tribus baltes des Sudoviens.
La ville, anciennement lituanienne, passa tour à tour à la Pologne, la Russie impériale, la Pologne à nouveau, avant d'être rattachée à la république socialiste soviétique biélorusse.
Mentionnée pour la première fois au XIe siècle, cette ville fut jusqu'à la fin du XIIIe siècle un fief des princes de Volodymyr-Volynskyï. Au début du XIVe siècle, c’est une ville du grand-duché de Lituanie. Devenue siège d’un powiat, elle fut de 1589 à 1766 une ville libre de la république des Deux Nations, administrée sous le régime du droit de Magdebourg, ce qui en fit un pôle d'immigration privilégié pour les Juifs au cours du XVIe siècle.
À l’issue du troisième partage de la Pologne de 1795, la ville fut annexée à l'Empire russe. Elle fut occupée par l'armée allemande au cours de la Première Guerre mondiale, puis restituée à la Pologne à l'issue de la guerre russo-polonaise de 1920 selon les termes du traité de Riga ; elle devient alors le siège d'un powiat de la voïvodie de Polésie.
Pendant la campagne de Pologne (1939), la ville fut le théâtre de la résistance acharnée de la 60e division d’infanterie polonaise (division « improvisée ») du colonel Adam Epler (en) aux forces de la 19e Panzerdivision du général Guderian : les Polonais ne se replièrent vers le sud qu'au bout de trois jours de combat, du 14 au 18 septembre 1939. La 60e division d'infanterie rejoignit, dans sa marche vers le sud, le Groupe opérationnel indépendant de Polésie du général Franciszek Kleeberg. Ces forces combinées livrèrent, deux semaines plus tard, la bataille de Kock, le dernier combat des forces polonaises. L'Armée rouge, qui avait envahi la Pologne orientale le 17 septembre, entra à Kobryn le 20. Annexée par l'Union soviétique, la ville devint le 15 janvier 1940 le centre administratif du raïon de Kobryn, une subdivision de la nouvelle voblast de Pinsk
Lors de l'opération Barbarossa, l'armée allemande occupa Kobryn le 24 juin 1941. C'est au cours de cette période que la plupart des Juifs de la ville furent exterminés après avoir été confinés dans un ghetto. On estime à 4 500, le nombre de civils de Kobryn et de ses environs qui furent tués par les nazis de 1942 à 1944. Kobryn fut libérée par l'Armée rouge le 20 juillet 1944. En 1945, l'Union soviétique annexa de nouveau la ville, puis la rattacha à la République socialiste soviétique biélorusse.
Depuis 1991, Kobryn fait partie de la Biélorussie indépendante.

## Population
Recensements (*) ou estimations de la population :
| 1857  | 1878  | 1897*  | 1907  | 1921*  | 1931*  |
| ----- | ----- | ------ | ----- | ------ | ------ |
| 4 300 | 7 789 | 10 897 | 8 754 | 10 068 | 10 101 |

| 1939*  | 1959*  | 1970*  | 1979*  | 1989*  | 1999*  |
| ------ | ------ | ------ | ------ | ------ | ------ |
| 10 100 | 13 686 | 24 934 | 31 811 | 44 829 | 50 700 |

| 2009*  | 2013   | 2014   | 2015   | 2016   | 2017   |
| ------ | ------ | ------ | ------ | ------ | ------ |
| 51 166 | 52 001 | 52 489 | 52 711 | 52 644 | 52 964 |

## Personnalités
- Meir Atlas (1848-1926), rabbin de la ville.
- Oscar Zariski (1898-1986), un des mathématiciens les plus influents dans le domaine de la géométrie algébrique au XXe siècle, y est né.
- Alexandre Trifonovitch Tvardovski (1910-1971), poète et écrivain russe soviétique, y a vécu.
- Iegor Klyuka (1995-), joueur russe de volley-ball, y est né.

## Images de Kobryn

Images de Kobryn
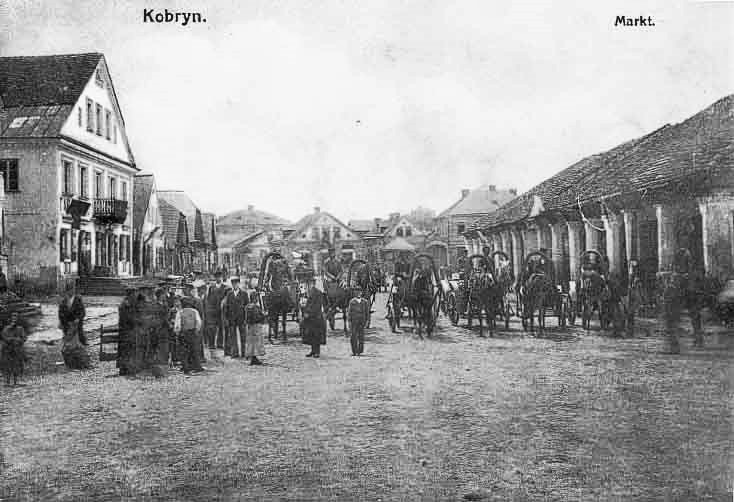
Place du marché à Kobryn pendant la Première Guerre mondiale, carte postale allemande, 1915-1918
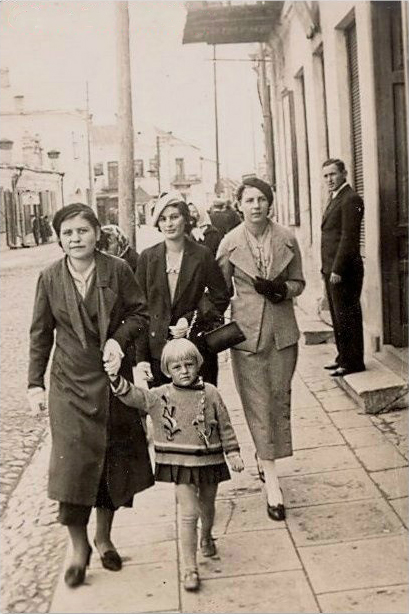
Rue de Kobryn dans les années 1930
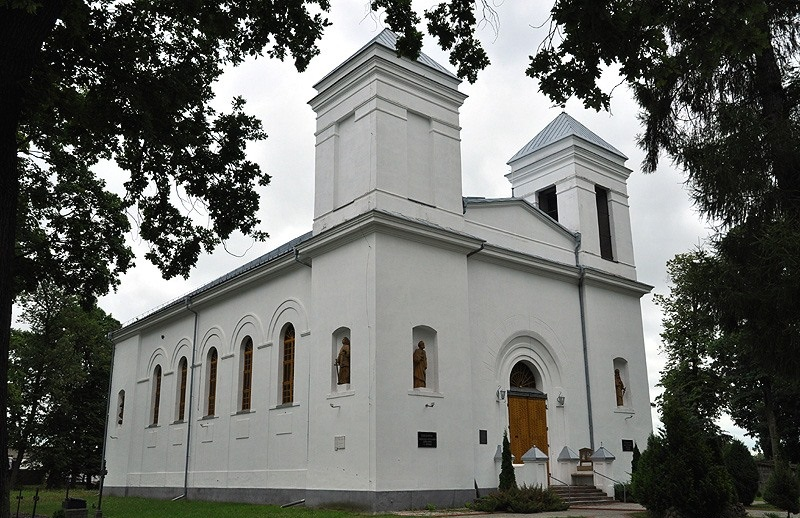
Église catholique à Kobryn
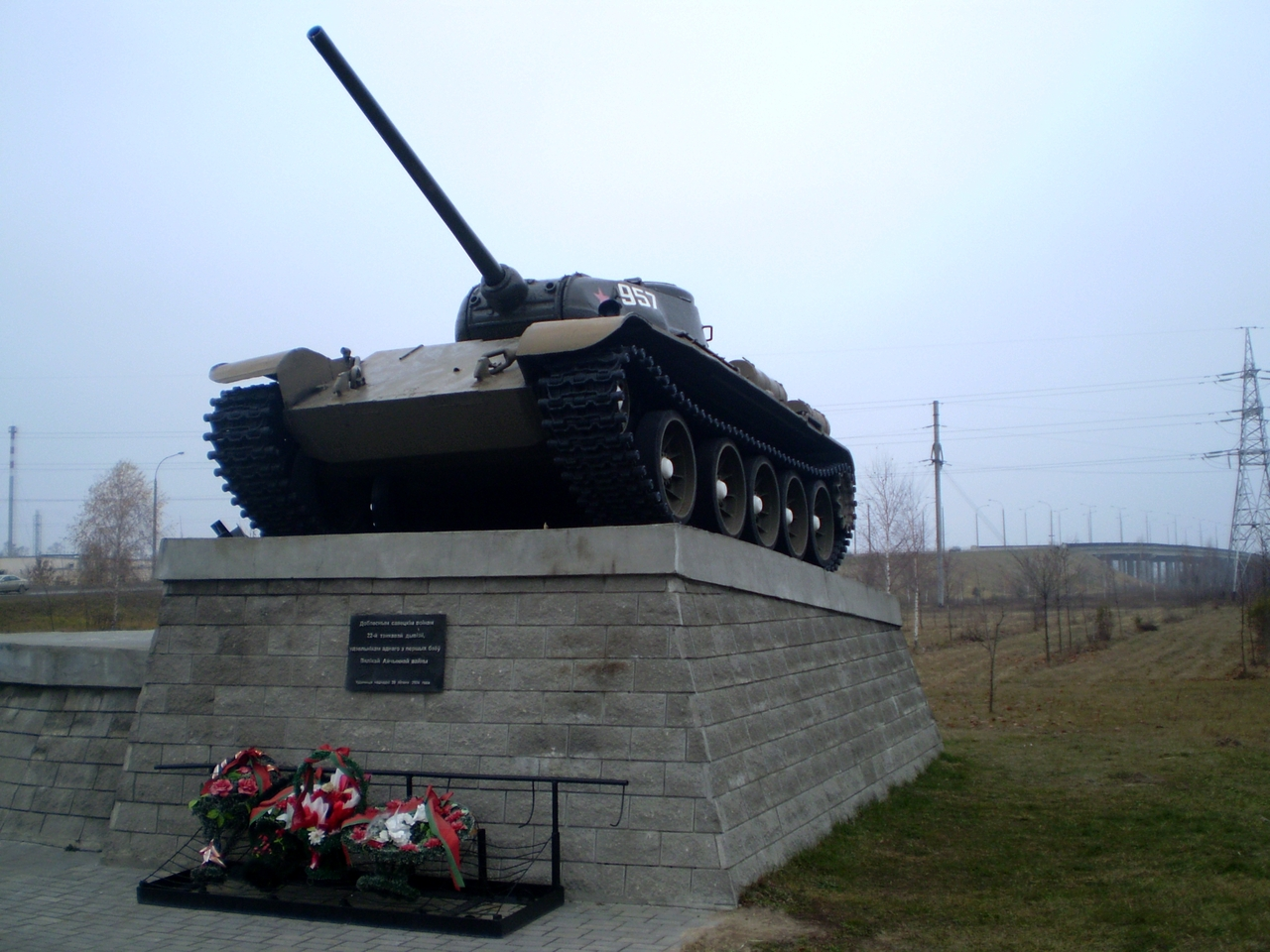
Monument de la 22e division blindée
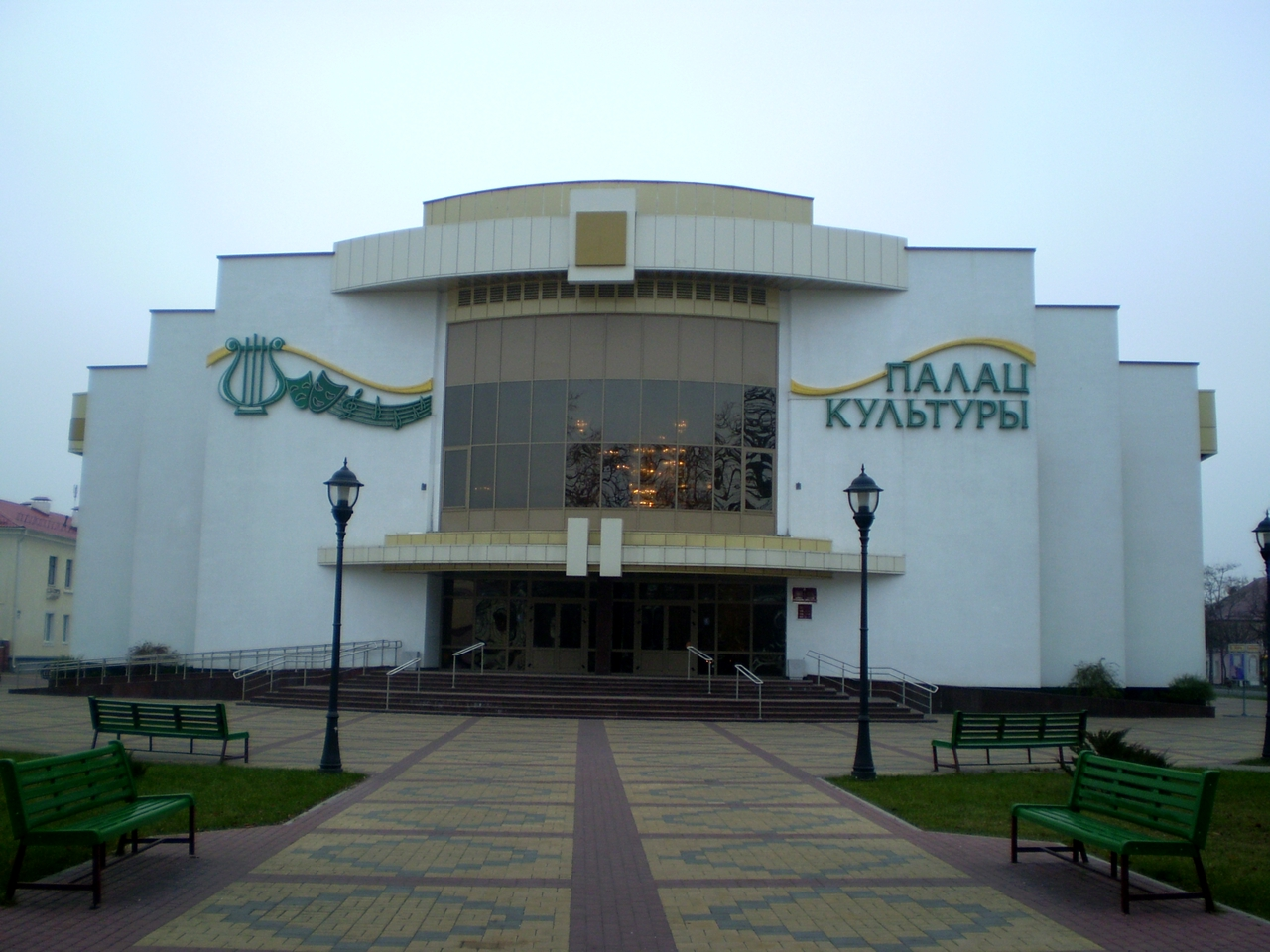
Palais de la Culture, 2011

## Sources
- (en) Cet article est partiellement ou en totalité issu de l’article de Wikipédia en anglais intitulé « Kobryn » (voir la liste des auteurs).
- Histoire des Juifs de Kobryn